# Meybod (shahrestan)
Meybod (persiska: شهرستان ميبد, Shahrestān-e Meybod, ميبد) är en delprovins (shahrestan) i Iran.   Den ligger i provinsen Yazd, i den centrala delen av landet, 500 km sydost om huvudstaden Teheran.
Delprovinsen hade 99 727 invånare 2016.